# 寬帶雙鋸魚
寬帶雙鋸魚為輻鰭魚綱鱸形目隆頭魚亞目雀鯛科的其中一種。

## 分布
本魚分布於西太平洋區，包括澳洲及新喀里多尼亞海域。

## 深度
水深10至45公尺。

## 特徵
本魚體側扁，眼大，口小。體色以黑褐色為底，並有3個棕色不規則寬斑塊，一從頭頂經鰓蓋延伸至下頷；一從背鰭基底包括大部分的體側延伸至腹部；一在尾柄處。上唇和條狀邊緣通常有明亮的藍色斑紋，背鰭可能是橙色或黃色，尾鰭及背鰭軟條部邊緣透明，背鰭硬棘10枚；軟條15至16枚；臀鰭硬棘2枚；軟條13至14枚。體長可達14公分。

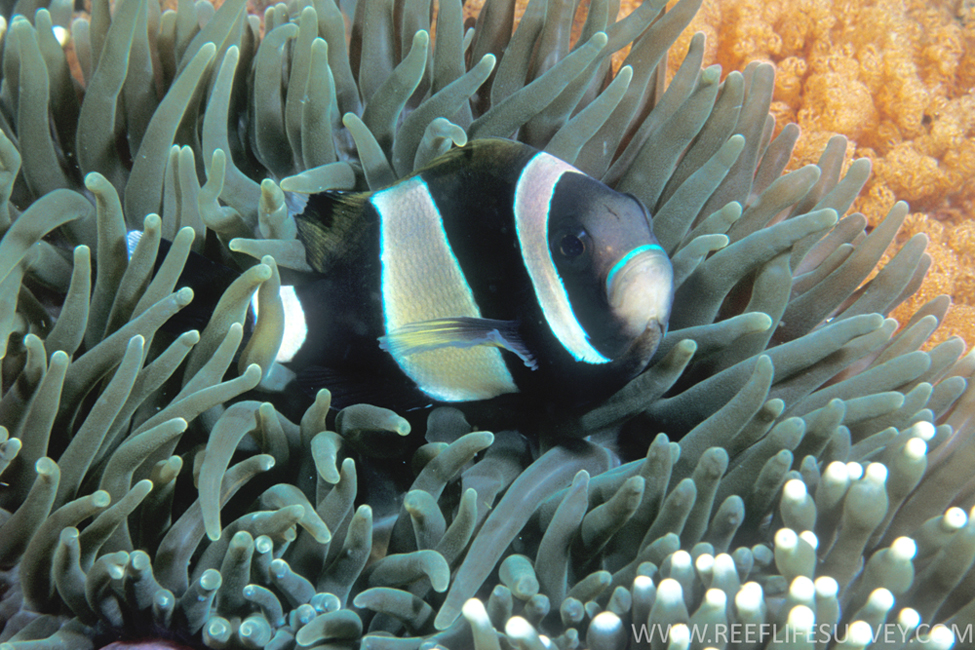
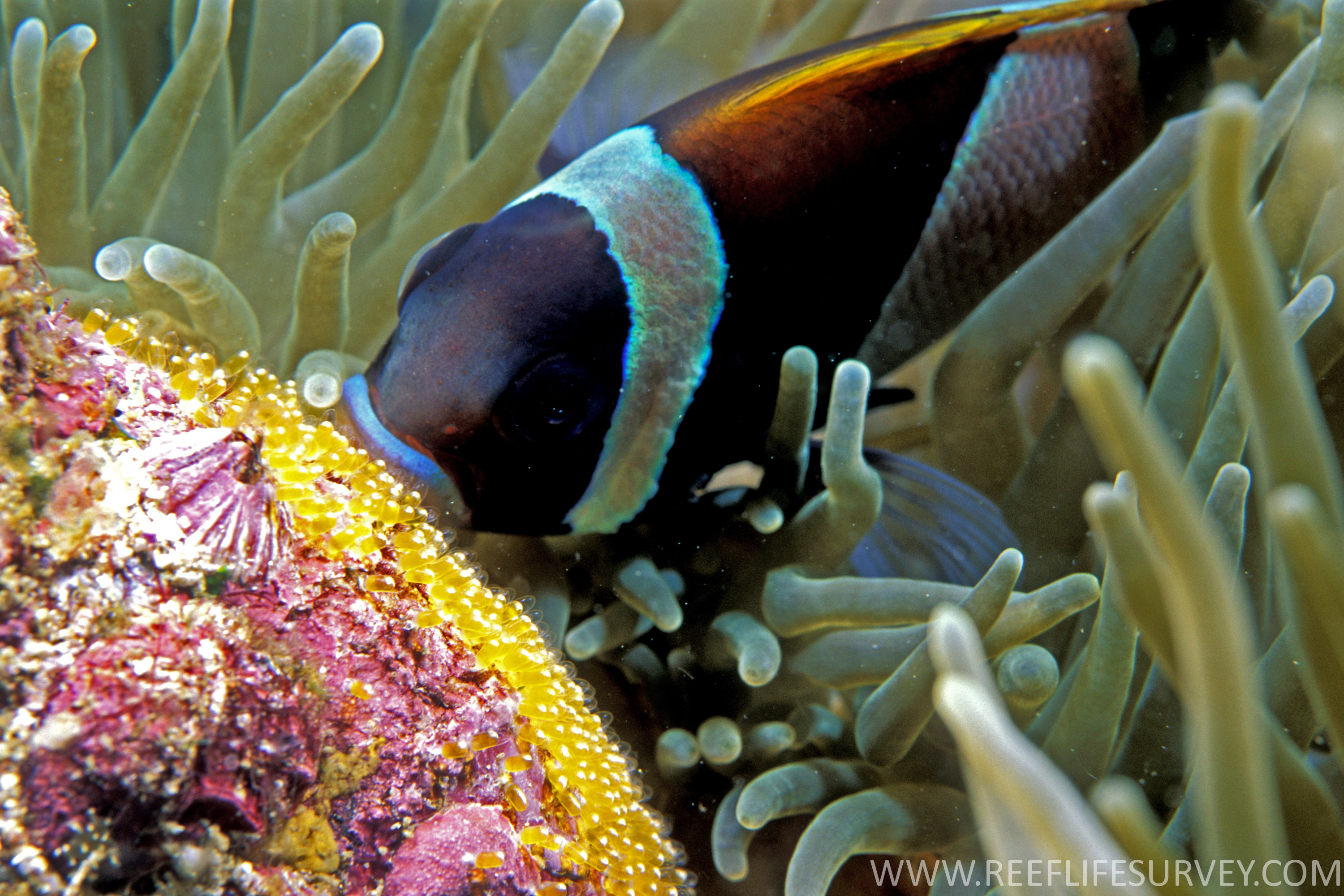

## 生態
本魚主要生活在珊瑚礁或岩礁，常和海葵共生，行一夫一妻制，具有領域性。是一種連續的雌雄同體，具有嚴格的基於體型的優勢等級制度，雌魚最大，繁殖中的雄魚第二大，隨著等級的下降，雄魚非繁殖者逐漸變小，如唯一的雌魚死亡，最大的雄魚就會變成雌魚，而最大的非繁殖者將成為繁殖的雄魚。屬雜食性，以藻類和浮游生物為食。

## 相似種

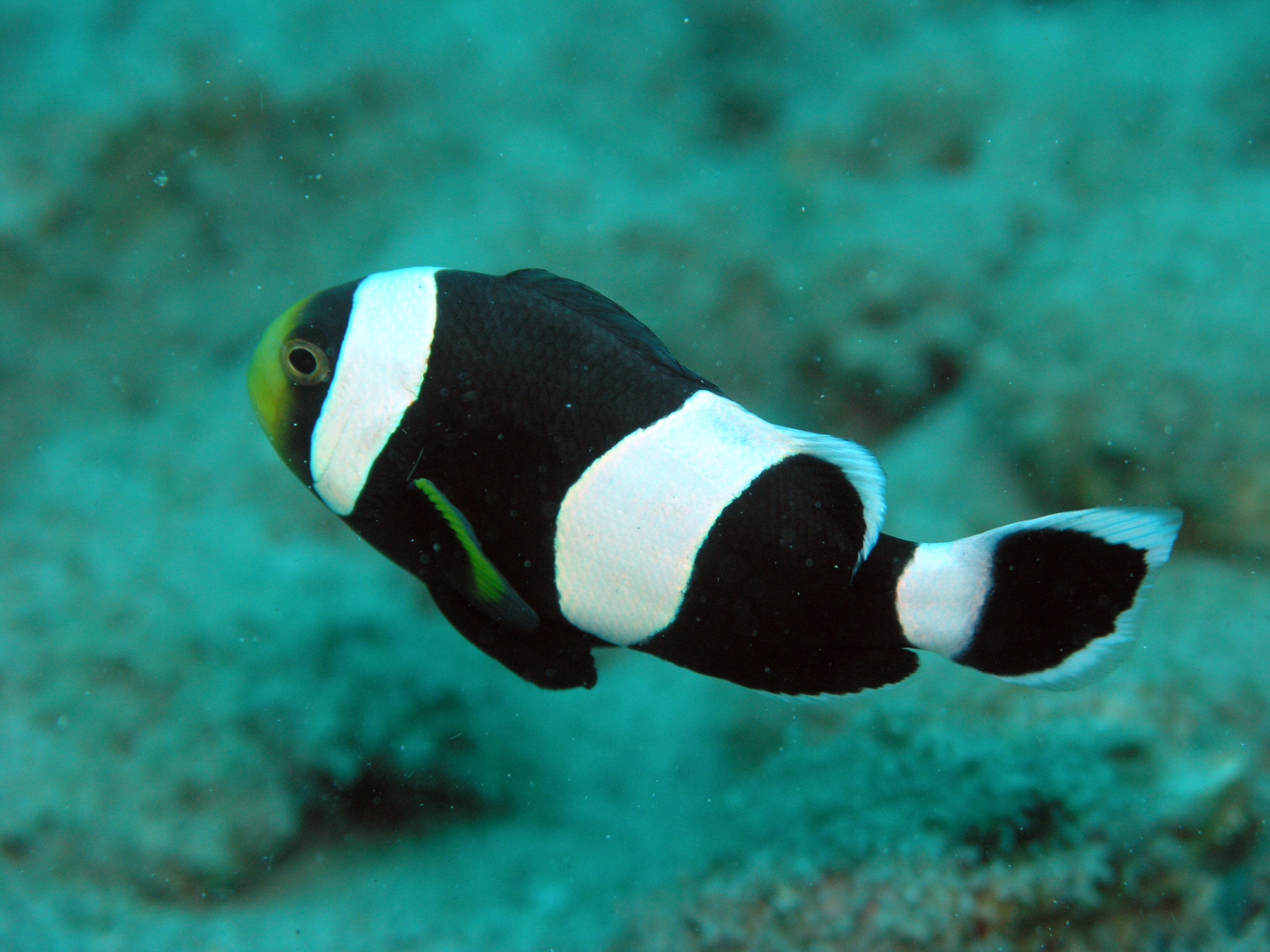
鞍斑雙鋸魚(Amphiprion polymnus)
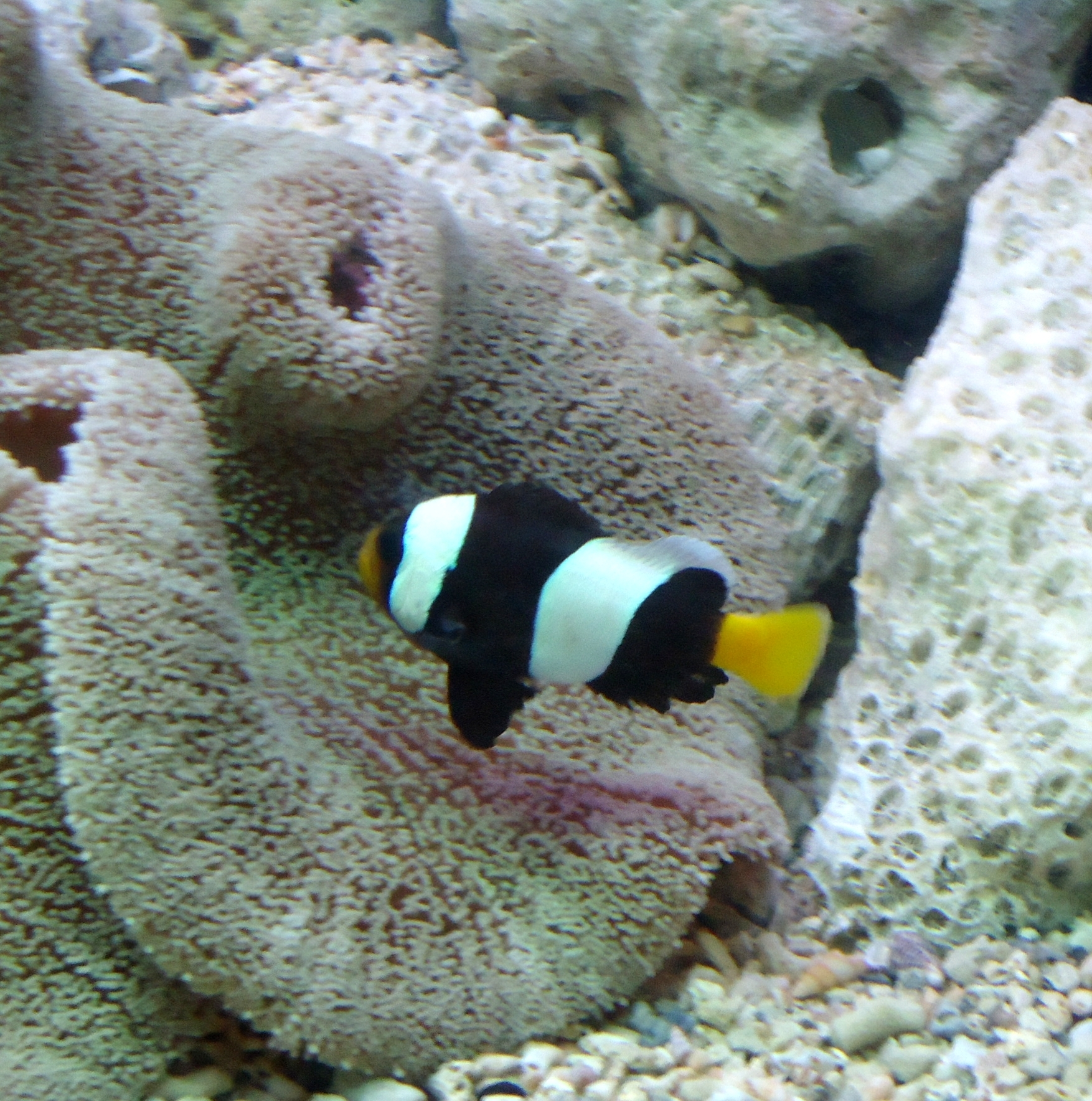
雙帶雙鋸魚(Amphiprion sebae)
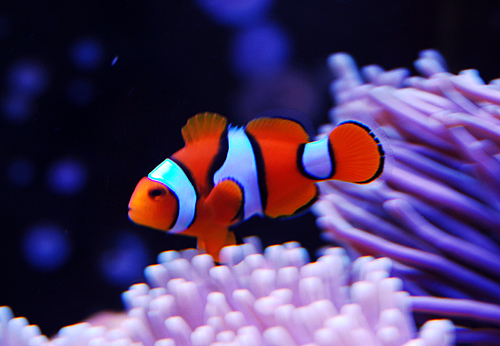
海葵雙鋸魚(Amphiprion percula)
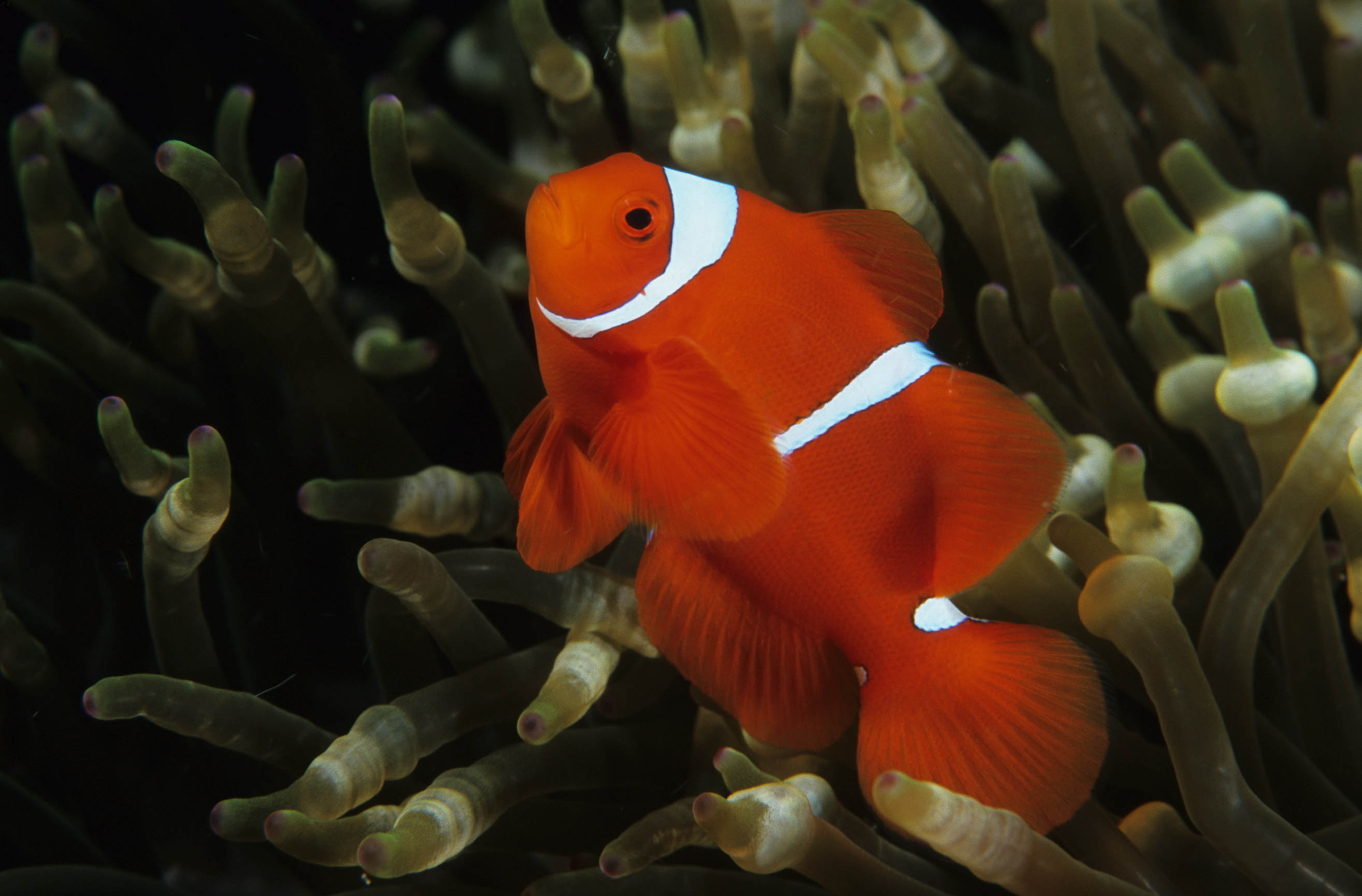
棘頰雙鋸魚(Amphiprion biaculeatus)

## 經濟利用
多為觀賞魚，不供食用。